# Redakce sportu České televize

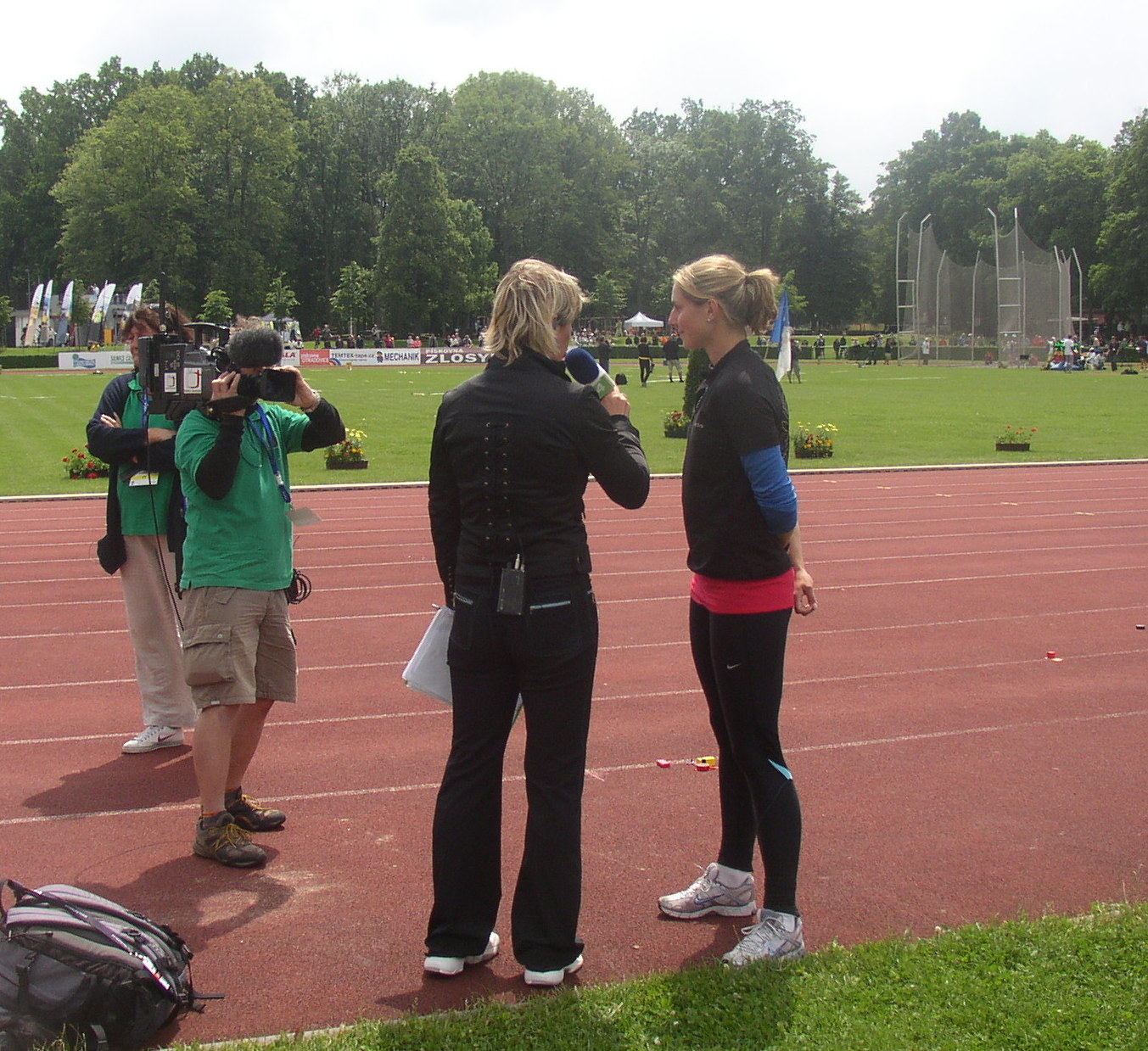
Rozhovor se sportovcem při závodech: Kateřina Nekolná zpovídá sedmibojařku Elišku Klučinovou na TNT – Fortuna Meetingu

Redakce sportu České televize byla založena na přelomu února a března roku 1956. Jejím úkolem je připravovat sportovní přenosy a reportáže pro vysílání České televize.

## Organizační začlenění
Po vzniku ředitelství zpravodajství byla redakce sportu podřízena tomuto oddělení.
Po roce 2010, kdy byl ustanoven post výkonného ředitele programu ČT sport, je redakce sportu od zpravodajství opět formálně oddělená a program ČT sport je přímo jedním z tzv. úseků generálního ředitele.
Své specializované sportovní redakce mají též televizní studia v Brně a v Ostravě.

## Personální obsazení
Personální obsazení představuje Česká televize na své webové stránce v sekci Lidé ČT.

### Vedení redakce
| Jméno             | Post                                                                           | Link na ČT |
| ----------------- | ------------------------------------------------------------------------------ | ---------- |
| Jiří Ponikelský   | výkonný ředitel ČT sport                                                       | Zde        |
| Michal Dusík      | šéfredaktor Redakce sportu ČT                                                  | Zde        |
| Ondřej Zamazal    | vedoucí redaktor sportovních pořadů                                            | Zde        |
| David Lukšů       | šéfeditor sportovního zpravodajství                                            | Zde        |
| Jiří Hölzel       | vedoucí redaktor studiových pořadů                                             | Zde        |
| Josef Kondračin   | vedoucí plánování skladby programu                                             |            |
| Roman Hozák       | vedoucí domácích operací                                                       |            |
| Vladimír Drbohlav | vedoucí zahraničních operací                                                   | Zde        |
| Robert Záruba     | šéfkomentátor sportovních pořadů a vedoucí redaktor sportovních pořadů – hokej | Zde        |
| Pavel Čapek       | vedoucí redaktor sportovních pořadů – fotbal                                   | Zde        |

### Komentátoři, moderátoři, reportéři
| Jméno               | Specializace | Link na ČT |
| ------------------- | --- | ---------- |
| Stanislav Bartůšek  | moderátor Sportovních zpráv a reportér – specializuje se na triatlon                                                                 | Zde        |
| Radek Bauer         | dramaturg zpravodajství, komentátor – specializuje se na stolní tenis, házenou a rychlobruslení                                      | Zde        |
| Jakub Bažant        | moderátor Sportovních zpráv, komentátor – specializuje se na basketbal, boby a skeleton                                              | Zde        |
| Vojtěch Bernatský   | moderátor pořadu Branky, body, vteřiny                                                                                               | Zde        |
| Jaromír Bosák       | externí komentátor – specializuje se na fotbal a golf                                                                                | Zde        |
| Karel Březina       | externí reportér – specializuje se na motorismus                                                                                     | Zde        |
| Tomáš Budka         | externí reportér a komentátor – specializuje se na tenis, alpské lyžování a Slalom na divoké vodě                                    | Zde        |
| Pavel Čapek         | komentátor – specializuje se na fotbal, klasické lyžování a veslování                                                                | Zde        |
| Barbora Černošková  | moderátorka pořadu Branky, body, vteřiny                                                                                             | Zde        |
| Karel Diviš         | moderátor a reportér – specializuje se na fotbal                                                                                     | Zde        |
| Vladimír Drbohlav   | komentátor – specializuje se na slavnostní ceremoniály                                                                               | Zde        |
| Michal Dusík        | moderátor Sportovních zpráv a komentátor – specializuje se na střelbu, atletiku, snowboarding a akrobatické lyžování                 | Zde        |
| Petr Feldstein      | | Zde        |
| Pavel Fučík         | reportér – specializuje se na dostihy                                                                                                |            |
| Rostislav Helleman  | redaktor, komentátor a režisér, TS Ostrava                                                                                           | Zde        |
| Jiří Hölzel         | moderátor a komentátor – specializuje se na lední hokej, Slalom na divoké vodě a adrenalinové (extrémní) sporty                      | Zde        |
| Petr Hrčka          | komentátor a reportér, TS Ostrava - specializuje se na fotbal                                                                        | Zde        |
| Ivana Chvátalová    | moderátorka a reportérka | Zde        |
| Tomáš Jílek         | komentátor – specializuje se na lední hokej a cyklistiku                                                                             | Zde        |
| Jiří Kalemba        | externí moderátor a komentátor – specializuje se na házenou, curling a americký fotbal                                               | Zde        |
| David Kalous        | externí komentátor a reportér – specializuje se na fotbal                                                                            | Zde        |
| David Knebel        | reportér, TS Ostrava | Zde        |
| Miloš Korhoň        | externí redaktor, TS Ostrava | Zde        |
| Martin Kozák        | komentátor a reportér, TS Brno | Zde        |
| David Kozohorský    | komentátor – specializuje se na fotbal, ragby, klasické lyžování a tenis                                                             | Zde        |
| Petr Kubásek        | komentátor a moderátor, TS Brno | Zde        |
| Tomáš Lachman       | komentátor a reportér, TS Brno – specializuje se na biatlon a horská kola (cross-country)                                            | Zde        |
| Miroslav Langer     | editor pořadu Branky, body, vteřiny a komentátor – specializuje se na krasobruslení, gymnastiku a další estetické sporty a jezdectví | Zde        |
| David Lukšů         | šéfeditor pořadu Branky, body, vteřiny, komentátor a reportér – specializuje se na atletiku                                          | Zde        |
| Ivan Mejtský        | reportér a komentátor – specializuje se na cyklistiku                                                                                |            |
| Kateřina Nekolná    | moderátorka Sportovních zpráv | Zde        |
| Jana Niklová        | moderátorka a reportérka, specializuje se na lední hokej, florbal a motorismus                                                       | Zde        |
| Iva Pelikánová      | reportérka, TS Brno | Zde        |
| Markéta Pernická    | reportérka, TS Ostrava | Zde        |
| Žaneta Peřinová     | moderátorka a reportérka, specializuje se na atletiku                                                                                | Zde        |
| David Procházka     | externí redaktor, TS Ostrava | Zde        |
| Ondřej Prokop       | editor pořadu Branky, body, vteřiny a reportér – specializuje se na fotbal                                                           |            |
| Jiří Rejman         | moderátor Sportovních zpráv a komentátor – specializuje se na volejbal, biatlon a judo                                               | Zde        |
| Jan Smetana         | moderátor pořadu Branky, body, vteřiny a komentátor – specializuje se na basketbal                                                   | Zde        |
| David Soeldner      | externí reportér – specializuje se lední hokej                                                                                       |            |
| Marek Svačina       | komentátor – specializuje se na atletiku, tenis, cyklistiku, dostihy a klasické lyžování                                             | Zde        |
| Jiří Štěpán         | externí komentátor – specializuje se na fotbal a ragby                                                                               | Zde        |
| Daniel Šumbera      | vedoucí redaktor redakce sportu TS Ostrava                                                                                           | Zde        |
| Rostislav Šumbera   | externí režisér a dramaturg, TS Ostrava                                                                                              | Zde        |
| Ondřej Tomek        | komentátor a reportér, TS Brno - specializuje se na lední hokej, sjezdové lyžování, tenis a volejbal                                 | Zde        |
| Jan Vařeka          | redaktor, TS Brno |            |
| Petr Vichnar        | moderátor pořadu Branky, body, vteřiny                                                                                               | Zde        |
| Vlastimil Vlášek    | komentátor – specializuje se na fotbal a skoky na lyžích                                                                             | Zde        |
| Darina Vymětalíková | moderátorka Sportovních zpráv a reportérka – specializuje se na lední hokej                                                          | Zde        |
| Ondřej Zamazal      | komentátor – specializuje se na lední hokej, plavání a sjezdové lyžování                                                             | Zde        |
| Robert Záruba       | moderátor a komentátor – specializuje se na lední hokej                                                                              | Zde        |
| Jiří Zíta           | komentátor – specializuje se na motorismus                                                                                           | Zde        |

### Stálí experti
Sportovní redakce České televize spolupracuje při televizních přenosech s experty. Ti obvykle vystupují jako spolukomentátoři těchto přenosů či v televizním studiu jako odborníci na dané sportovní odvětví.
| Sport         | Experti |
| ------------- | --- |
| Biatlon       | Roman Dostál, Ivan Masařík, Vlastimil Vávra ml.                                                                     |
| Box           | Marek Šimák |
| Curling       | Karel Kubeška |
| Cyklistika    | Petr Benčík, Lubor Tesař, Stanislav Kozubek, Tomáš Konečný, René Andrle, Ján Svorada, Leopold König, Petr Vakoč     |
| Fotbal        | Martin Hyský, Pavel Karoch, Josef Němec, Luděk Zelenka, Erich Brabec, Günter Bittengel, Luboš Kalouda               |
| Krasobruslení | Kateřina Kamberská, Olga Žáková                                                                                     |
| Lední hokej   | Milan Antoš, Petr Koukal, Petr Hubáček, Martin Hosták, Rostislav Olesz                                              |
| Lyžování      | Borek Zakouřil, Lucie Hrstková, Klára Křížová, Šárka Strachová, Kateřina Neumannová, Martin Cikl, Štěpánka Ptáčková |
| Tenis         | Barbora Hlavicová                                                                                                   |
| Volejbal      | Milan Fortuník, Lucie Václavíková                                                                                   |

Jednorázově si Redakce sportu zve experty pro spolupráci pro velké sportovní akce. Například na Letní olympijské hry 2016 v Riu působili jako experti ČT sport přímo na místě Kristýna Kolocová, Jana Komrsková, Vavřinec Hradilek, Lubor Tesař a Zdeněk Pecka.

### Režiséři
- Jan Celner
- Leoš Dvořák
- Patrik Fischer
- Miroslav Hajný
- Karel Jonák
- Charilaos Karadžos
- František Karvánek
- Petr Musil
- Jiří Slezák